# Солонское (Нижегородская область)
 Солонское  — деревня в Богородском районе Нижегородской области.

## География
Находится на расстоянии приблизительно 10 км на юг-юго-запад от районного центра города Богородск.

## История
До апреля 2020 года входила в состав Шапкинского сельсовета.

## Население
Постоянное население составляло 481 человек (русские 93%) в 2002 году, 477 в 2010.